# باتوگودا
باتوگودا (به لاتین: Batugoda) یک منطقهٔ مسکونی در سری‌لانکا است که در استان مرکزی (سری‌لانکا) واقع شده‌است.